# 卡齐米日·格佐夫斯基
卡齐米日·格佐夫斯基（波蘭語：Kazimierz Gzowski，1901年10月8日—1986年6月25日），波兰男子马术运动员。他曾代表波兰参加1928年夏季奥林匹克运动会马术比赛，获得团体场地障碍赛银牌。